# Васильева, Екатерина Сергеевна
Екатери́на Серге́евна Васи́льева (в миру, с 2021 года — инокиня Василиса; род. 15 августа 1945, Москва) — советская и российская актриса театра, кино и дубляжа, монтажёр. Народная артистка РСФСР (1986). С 2021 года — инокиня Русской православной церкви.

## Биография
Родилась 15 августа 1945 года в Москве в семье поэта Сергея Васильева и Олимпиады Макаренко (1920—2001), дочери офицера Добровольческой армии (марковца) Виталия Макаренко (1895—1983). Мать актрисы после отступления добровольцев из России воспитывалась как приёмная дочь у брата отца, советского педагога Антона Макаренко. Старшая сестра Екатерины, Галина Васильева — тоже актриса, снявшаяся в нескольких фильмах.
В 1962 году Екатерина поступила во ВГИК (мастерская Владимира Белокурова), в 1967 году окончила его и сразу была принята в труппу Московского драматического театра имени М. Н. Ермоловой, в которой прослужила до 1970 года.
В своём первом фильме Васильева снялась, будучи студенткой. Это была небольшая роль в киноповести «На завтрашней улице» (1965).
После окончания института Екатерина Васильева сыграла свои первые главные кинороли — в фильмах «Солдат и царица» (1968), «Адам и Хева» (1969).
В 1970 году Васильева перешла работать в «Современник», на сцене которого она выступала до 1973 года, когда перешла во МХАТ, где служила до 1987 года.
В 1993 году актриса, решив оставить и сцену, и кинематограф, ушла послушницей в Толгский монастырь. Позже стало известно, что она служит в московском храме Софии Премудрости Божией в Средних Садовниках казначеем.
В 1996 году Васильева вернулась в кинематограф, сыграв в телесериалах «Королева Марго» и «Графиня де Монсоро» королеву Екатерину Медичи, а на следующий год появилась в картине Валерия Приёмыхова «Кто, если не мы». Продолжала активно сниматься.
После прихода к вере Васильева более избирательно стала относиться к выбору ролей. Благословения на съёмку в новом фильме, по её признанию, она всегда спрашивала у своего духовного отца.
В августе 2021 года приняла иноческий постриг в ставропигиальном женском монастыре Троице-Одигитриевская Зосимова пустынь в Новой Москве, в иночестве получила имя Василиса.

## Личная жизнь
Первый муж — Сергей Александрович Соловьёв (1944—2021), советский и российский кинорежиссёр, сценарист, продюсер.
Второй муж — Михаил Михайлович Рощин (1933—2010), советский и российский прозаик, драматург и сценарист.
- Сын — Дмитрий Михайлович Рощин (род. 1973), окончил ВГИК, ныне протоиерей, настоятель храма Святителя Николая на Трёх Горах; его жена Любовь — дочь скульптора и общественного деятеля Вячеслава Клыкова[8], в их семье — восемь детей[9][10].

## Творчество

### Роли в театре

#### Московский драматический театр имени М. Н. Ермоловой
- 1968 — «Стеклянный зверинец» Теннесси Уильямса
- 1969 — «Месяц в деревне»

#### Московский театр «Современник»
- 1970 — «Валентин и Валентина»
- 1972 — «Как брат брату»

#### МХАТ
- 1975 — «Эшелон»
- 1976 — «Иванов» Чехова
- 1979 — «Мы, нижеподписавшиеся»
- 1980 — «Чайка» Чехова
- 1981 — «Дядюшкин сон»
- 1982 — «Вагончик» Н. А. Павловой — прокурор
- 1982 — «Обвал» по М. Джавахишвили — Маргарита Хевистави
- 1984 — «Господа Головлёвы»
- 1985 — «Серебряная свадьба»
- 1986 — «Тамада» А. М. Галина — Ирина Минелли
- 1987 — «Перламутровая Зинаида»
- 1991 — «Игры женщин»
- 1991 — «Из жизни дождевых червей»
- 1993 — «Любовь как тихий вечер» Пера Улова Энквиста — Йоханна Луиза Хейберг

#### Театр на Красной Пресне
- 1987 — «Отчего застрелился Константин?»

#### Театр на Таганке
- 1992 — «Электра»

#### Центральный академический театр Российской армии

##### Театральное товарищество «814»
- 1998 — «Горе от ума» А. С. Грибоедова

##### «Дуэт» — театральная компания Сергея Сенина
- 2001 — «Не отрекаются любя» — М. Полищук — Ванесса, режиссёр

##### Бенефис Екатерины Васильевой
- 2010 — «Я была счастлива»

##### Мастерская П. Фоменко
- 2014 — «Олимпия» (О. Мухина)

##### Театр Дом
- - 2015 — «Старая дева»

### Фильмография
| Год       |     | Название                                                                      | Роль                                         |
| --------- | --- | ----------------------------------------------------------------------------- | -------------------------------------------- |
| 1965      | ф   | На завтрашней улице                                                           | рабочая на стройке                           |
| 1965      | ф   | Звонят, откройте дверь                                                        | учительница физкультуры                      |
| 1967      | ф   | Война под крышами                                                             | Надя                                         |
| 1967      | ф   | Житие и вознесение Юрася Братчика                                             | монахиня                                     |
| 1967      | ф   | Журналист                                                                     | сотрудница отдела писем                      |
| 1967      | ф   | Поиск                                                                         | Нора                                         |
| 1967      | ф   | Спасите утопающего                                                            | соседка                                      |
| 1968      | ф   | Любить…                                                                       | подруга Игоря                                |
| 1968      | кор | Солдат и царица                                                               | царица / жена сапожника                      |
| 1969      | ф   | Адам и Хева                                                                   | Хева                                         |
| 1969      | тф  | Вальс                                                                         | Тамара                                       |
| 1969      | ф   | Сюжет для небольшого рассказа                                                 | художница Овчинникова                        |
| 1969      | ф   | Семейное счастье (новелла «Предложение»)                                      | Наталья Степановна, дочь Чубукова            |
| 1970      | тф  | Вас вызывает Таймыр                                                           | дежурная                                     |
| 1970      | ф   | Возвращение «Святого Луки»                                                    | Полина                                       |
| 1970      | ф   | Как стать мужчиной (новелла «Буба»)                                           | мать Бубы                                    |
| 1971      | тф  | Бумбараш                                                                      | атаманша Софья Николаевна Тульчинская        |
| 1971      | ф   | Егор Булычов и другие                                                         | Александра, младшая, побочная дочь Булычова  |
| 1971      | ф   | Месяц август                                                                  | Тамара                                       |
| 1971      | ф   | Нюркина жизнь                                                                 | Клава                                        |
| 1971      | кор | Петрухина фамилия                                                             | Катя                                         |
| 1972      | кор | Город на Кавказе                                                              | медсестра                                    |
| 1973      | тсп | Детство. Отрочество. Юность                                                   | княгиня Корнакова                            |
| 1973      | тф  | Эта весёлая планета                                                           | Зет, инопланетянка                           |
| 1973      | тсп | Месяц в деревне                                                               | Лизавета Богдановна                          |
| 1973      | ф   | О тех, кого помню и люблю                                                     | Зина Горюнова                                |
| 1974      | ф   | Не болит голова у дятла                                                       | Татьяна Петровна, учительница                |
| 1974      | тф  | Соломенная шляпка                                                             | мадам Анаис Бопертюи                         |
| 1975      | ф   | Бриллианты для диктатуры пролетариата                                         | Анна Викторовна, московская девушка-бандитка |
| 1975      | ф   | Воздухоплаватель                                                              | баронесса Клотильда де Ларош                 |
| 1975      | ф   | Шаг навстречу (новелла «Всего за 30 копеек»)                                  | Люба Кочеткова                               |
| 1975      | тсп | Шагреневая кожа                                                               | Феодора                                      |
| 1976      | ф   | Вы мне писали...                                                              | Мила                                         |
| 1976      | ф   | Двадцать дней без войны                                                       | Рубцова                                      |
| 1976      | ф   | Жизнь и смерть Фердинанда Люса                                                | Нора Люс                                     |
| 1976      | ф   | Ключ без права передачи                                                       | Клавдия Петровна Баюшкина, мать Юли          |
| 1978—1980 | с   | Кабачок «13 стульев»                                                          | пани Эльжбета                                |
| 1978      | тф  | Дом строится                                                                  | Пескова                                      |
| 1978      | тф  | Обыкновенное чудо                                                             | Эмилия                                       |
| 1979      | ф   | Экипаж                                                                        | Анна, жена Тимченко                          |
| 1979      | ф   | Жена ушла                                                                     | Соня                                         |
| 1979      | кор | Мужчины и женщины                                                             | корреспондент                                |
| 1979      | ф   | Примите телеграмму в долг                                                     | мать Сашеньки                                |
| 1979      | ф   | С любимыми не расставайтесь                                                   | Никулина                                     |
| 1979      | тф  | Так и будет                                                                   | Анна Григорьевна Греч                        |
| 1980      | ф   | Поздние свидания                                                              | Варвара Семёновна                            |
| 1980      | ф   | Спасатель                                                                     | Клара                                        |
| 1981      | ф   | Вакансия                                                                      | Фелисата Герасимовна Кукушкина               |
| 1981      | кор | Други игрищ и забав                                                           | Свиридова                                    |
| 1981      | с   | Давайте познакомимся. Телекурс русского языка (урок 9 «Мы смотрим телевизор») | жена                                         |
| 1981      | тсп | Иванов                                                                        | Анна Петровна                                |
| 1981      | мтф | Приключения Тома Сойера и Гекльберри Финна                                    | тётя Полли                                   |
| 1981      | тф  | Проданный смех                                                                | мачеха Тима Талера                           |
| 1981      | тф  | Что бы ты выбрал?                                                             | мама Володи                                  |
| 1982      | тф  | Чародеи                                                                       | Кира Анатольевна Шемаханская                 |
| 1983      | ф   | Пацаны                                                                        | мама Зайцева                                 |
| 1984      | ф   | Граждане Вселенной                                                            | Валентина Серафимовна                        |
| 1984      | кор | Заморозки имели место                                                         | Лариса                                       |
| 1984      | ф   | Осенний подарок фей                                                           | герцогиня                                    |
| 1984      | ф   | Преферанс по пятницам                                                         | Тамара                                       |
| 1984      | тф  | Рыжий, честный, влюблённый                                                    | Лора Ларсон (Мать-Лиса)                      |
| 1986      | ф   | Год телёнка                                                                   | Изольда, жена Валериана Сергеевича           |
| 1986      | ф   | Знаю только я                                                                 | Ангелина                                     |
| 1986      | тф  | Исключения без правил (новелла «Голос»)                                       | жена Валюшина                                |
| 1986      | тф  | Мой нежно любимый детектив                                                    | Шерли Холмс                                  |
| 1986      | тф  | Путешествие мсье Перришона                                                    | мадам Дюпре                                  |
| 1987      | ф   | Кувырок через голову                                                          | Неля Чукреева                                |
| 1987      | ф   | По траве босиком                                                              | Вера Борисовна                               |
| 1988      | ф   | Любовь к ближнему (новелла «Монумент»)                                        | Её превосходительство                        |
| 1988      | тф  | Это было прошлым летом                                                        | Катя                                         |
| 1989      | ф   | Штаны                                                                         | актриса театра                               |
| 1989      | тф  | Визит дамы                                                                    | Клара Цаханассьян                            |
| 1991      | ф   | Безумная Лори                                                                 | миссис Маккензи, экономка в семье Макдьюи    |
| 1991      | ф   | Мигранты                                                                      | сотрудница ОВИРа                             |
| 1991      | ф   | След дождя                                                                    | Татьяна                                      |
| 1991      | ф   | Циники                                                                        | жена Докучаева                               |
| 1992      | тсп | Электра                                                                       | Клитемнестра                                 |
| 1992      | ф   | Ка-ка-ду                                                                      | мать Саши                                    |
| 1993      | ф   | Эта женщина в окне…                                                           | Виктория                                     |
| 1993      | тсп | Игры женщин                                                                   | кинозвезда / маркиза                         |
| 1994      | ф   | Иван Тургенев. Метафизика любви (не был завершён)                             | мать Ивана Тургенева                         |
| 1996      | с   | Королева Марго                                                                | Екатерина Медичи                             |
| 1997      | с   | Графиня де Монсоро                                                            | Екатерина Медичи                             |
| 1998      | ф   | Кто, если не мы                                                               | родительница на собрании                     |
| 2000      | тсп | Горе от ума                                                                   | Анфиса Ниловна Хлёстова                      |
| 2000      | ф   | Приходи на меня посмотреть                                                    | Софья Ивановна                               |
| 2001      | мтф | Клетка                                                                        | кряжистая санитарка                          |
| 2002      | с   | Главные роли                                                                  | Варвара Михайловна Красновская               |
| 2002      | с   | Под крышами большого города                                                   | Галина                                       |
| 2003      | ф   | Радости и печали маленького лорда                                             | леди Лорридейл                               |
| 2003      | с   | Участок                                                                       | пенсионерка Квашина                          |
| 2004      | с   | Легенда о Тампуке                                                             | Виктория Борисовна Ханаева                   |
| 2005      | с   | Банкирши (Украина)                                                            | Людмила Саввишна                             |
| 2005      | ф   | Глубокое течение (Беларусь)                                                   | фельдшер Брюмер                              |
| 2005—2006 | с   | Люба, дети и завод…                                                           | Софья Ивановна                               |
| 2006      | с   | Важнее, чем любовь                                                            | писательница                                 |
| 2006      | тф  | Кошачий вальс                                                                 | Римма Марковна                               |
| 2006      | мтф | Счастье по рецепту                                                            | Антонина Сократовна                          |
| 2007      | ф   | Главное — успеть (Украина)                                                    | Клавдия Ефимовна                             |
| 2007      | с   | Громовы. Дом надежды                                                          | Марта Валишевская                            |
| 2007      | тф  | Лера                                                                          | Марья Петровна Ильина                        |
| 2007      | ф   | Отец                                                                          | тётя Клава                                   |
| 2008      | мтф | Васильевский остров                                                           | Зинаида Ивановна                             |
| 2008      | тф  | Мой осенний блюз                                                              | Антонина Сергеевна Мельникова                |
| 2008      | мтф | Умница, красавица                                                             | мать Сони и Лёвы                             |
| 2008      | мтф | Трое с площади Карронад                                                       | Василиса Георгиевна, библиотекарша           |
| 2009      | с   | Я вернусь                                                                     | Лиля Шварц                                   |
| 2009      | ф   | Анна Каренина                                                                 | мать Вронского                               |
| 2009      | ф   | Кромовъ                                                                       | Софья Дмитриевна                             |
| 2009      | с   | Однажды будет любовь                                                          | Ангелина                                     |
| 2009      | с   | Скелет в шкафу                                                                | Ульяна Алексеевна                            |
| 2009      | ф   | Чёрная молния                                                                 | Ольга Андреевна Романцева, учёная            |
| 2010      | тф  | Александра                                                                    | Стрельцова                                   |
| 2010      | ф   | Иванов                                                                        | Зинаида Савишна                              |
| 2010      | с   | Индус                                                                         | Клавдия Афанасьевна, мать Светы              |
| 2010      | с   | Немного не в себе                                                             | Софья Павловна                               |
| 2010      | с   | Немец (Беларусь)                                                              | снималась                                    |
| 2010      | ф   | Последняя игра в куклы                                                        | Вера Игоревна, завуч школы                   |
| 2011      | с   | У каждого своя война                                                          | Роза Абрамовна                               |
| 2011      | ф   | Атомный Иван                                                                  | бабушка Ивана                                |
| 2011      | мтф | Лекарство для бабушки                                                         | баба Люба                                    |
| 2012      | мтф | Тройная жизнь                                                                 | сторожиха                                    |
| 2012      | ф   | Мамы (новелла «Я не Коля»)                                                    | мать Коли                                    |
| 2012      | с   | Анна Герман. Тайна белого ангела                                              | Анна Фризен, бабушка Анны                    |
| 2012      | тф  | Маша                                                                          | Мария Павловна, мама Ольги                   |
| 2012      | ф   | Марафон                                                                       | Анна Ильинична Русова                        |
| 2012      | с   | Средство от смерти                                                            | Елена Витальевна Парамонова                  |
| 2013      | с   | Королева бандитов                                                             | Анфиса Николаевна Бурова                     |
| 2013      | с   | Берега моей мечты                                                             | Мария Ильинична Крылова                      |
| 2013      | с   | Жить дальше                                                                   | Марина Ивановна                              |
| 2013      | ф   | Тётушки                                                                       | тётушка Надя                                 |
| 2014      | ф   | Лёгок на помине                                                               | Алина Горская                                |
| 2014      | ф   | Любит не любит                                                                | бабушка Алексея                              |
| 2014      | с   | Учителя                                                                       | Людмила Ивановна, мать Маши                  |
| 2015      | с   | Цветок папоротника                                                            | баба Глаша                                   |
| 2017      | мтф | Жених для дурочки                                                             | Полина Сергеевна                             |
| 2017      | мтф | Золотце                                                                       | Мария Петровна                               |
| 2017      | ф   | Рубеж                                                                         | Ефимова                                      |
| 2017      | ф   | Доминика                                                                      | Доминика в 70 лет                            |
| 2018      | с   | Петербургский роман                                                           | Тамара Павловна Малкина                      |
| 2018      | ф   | Аниматор                                                                      | Анна Андреевна                               |
| 2020      | ф   | Гудбай, Америка                                                               | бабушка Юли                                  |

### Озвучивание мультфильмов
| Год  |    | Название                                                    | Роль                     |
| ---- | -- | ----------------------------------------------------------- | ------------------------ |
| 1985 | мф | Остров капитанов                                            | Имя персонажа не указано |
| 1986 | мф | Банкет                                                      | женщина в очках          |
| 2012 | мф | Круг лета Господня. Православные праздники в русской поэзии | Имя персонажа не указано |

## Участие в документальных фильмах
- 2005 — Семейная тайна Антона Макаренко (документальный фильм, автор сценария — Елена Чавчавадзе при участии Антона Васильева, режиссёр — Галина Огурная) — фильм-биография. Фильм рассказывает о неизвестных фактах биографии знаменитого советского педагога и писателя Антона Семёновича Макаренко. Актриса Екатерина Васильева и режиссёр Антон Васильев, внучка и внук Виталия Макаренко, родного брата Антона Семёновича, открывают в фильме подробности личной драмы двоюродного деда и его переписки с братом[11].
- 2009 — Неисчерпаемый источниче. Свято-Успенский Псково-Печерский монастырь (документальный фильм) — Екатерина Васильева читает закадровый текст. Фильм посвящён памяти архимандрита Иоанна (Крестьянкина). Псково-Печерская обитель — это единственный монастырь, который не закрывался даже в самые тяжкие времена. Колокола звучат по особому, монастырь возвещает о победе в Великой Отечественной войне. Фильм показывает современную жизнь обители, множество народу в наше время стекается в монастырь для поклонения святыням монастыря[12].
- 2010 — Екатерина Васильева. Из тени в свет перелетая (документальный биографический фильм режиссёра Наталии Кузнецовой, Первый канал) — фильм-биография, рассказывающий о жизни и творчестве актрисы и приурочен к её 65-летнему юбилею[13].

## Признание

### Государственные награды и звания
- 1972 — Заслуженная артистка Дагестанской АССР.
- 1981 — Заслуженная артистка РСФСР.
- 31 декабря 1986 года — Народная артистка РСФСР.
- 8 сентября 2010 года — Орден Почёта — за заслуги в развитии отечественной культуры и искусства, многолетнюю плодотворную деятельность[14].

### Общественные награды и звания
- 1994 — Лауреат Высшей театральной премии Москвы «Хрустальная Турандот» в номинации «Лучшая женская роль» за роль Клитемнестры в спектакле «Орестея» немецкого режиссёра Петера Штайна, Театр Российской армии, Москва (эксклюзивный проект Международной конфедерации театральных союзов)[15].
- 2001 — Приз XII кинофестиваля «Созвездие» в номинации «Лучшая женская роль» за роль Софьи Ивановны в мелодраме Олега Янковского «Приходи на меня посмотреть».
- 2009 — Звание «Лучшей актрисы года» на III Международном кинофестивале «Русское зарубежье» (Москва) за роль в исторической драме «Кромовъ».
- 2025 — Орден Великой княгини Елисаветы Феодоровны III степени (РПЦ)[16]